# Secchi (krater)
Secchi är en nedslagskrater på planeten Mars namngiven efter den italienska astronomen Angelo Secchi.
Kratern har en diameter på ungefär 223 km.